# Ijuw

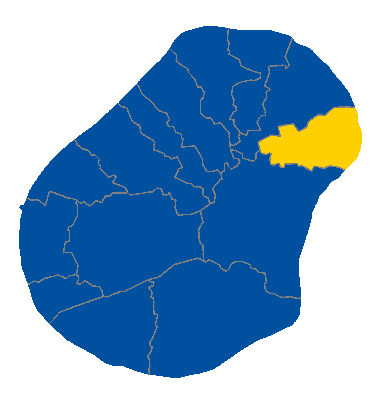
Localização de Ijuw

Ijuw é um distrito de Nauru. Está localizado no leste da ilha, possui uma população de 180 habitantes e uma área de 1,1 km².